# Портер, Майкл Юджин
Майкл Юджи́н По́ртер (англ. Michael Eugene Porter; род. 23 мая 1947, Анн-Арбор, Мичиган) — американский экономист, профессор кафедры делового администрирования Гарвардской школы бизнеса (англ. Harvard Business School), признанный специалист в области изучения экономической конкуренции, в том числе конкуренции на международных рынках, конкуренции между странами и регионами. Разработал теорию конкурентных преимуществ стран.

## Биография
Майкл Портер родился в 1947 году в штате Мичиган в семье армейского офицера. Окончил Принстонский университет, затем получил степени магистра бизнес-администрирования и доктора философии в Гарвардском университете, причём каждый этап обучения завершал с отличием. С 1973 году работает в Harvard Business School (являлся самым молодым профессором за всю историю этого колледжа). Провёл огромную исследовательскую работу по изучению свыше 100 отраслей в разных странах.
Профессиональные награды, премии:
- Трижды получал награду McKinsey за свои статьи.
- Награда George R. Terry Book (Академия менеджмента) за «конкурентное преимущество как выдающийся вклад в развитие менеджмента».
- Премия Адама Смита (Национальная ассоциация промышленных экономистов).
- Семь почётных докторских степеней.

## Консультирование компаний и государственных структур
Майкл Портер является одним из ведущих специалистов в области изучения природы конкуренции. За свою карьеру Портер выступал бизнес-консультантом известных во всём мире компаний, среди которых можно назвать, например, AT&T, DuPont, Royal Dutch Shell и Procter&Gamble, оказывал услуги правлениям директоров компаний Alpha-Beta Technologies, Parametric Technology Corp., R & B Falcon Corp и ThermoQuest Corp.
Портер также работал в качестве консультанта в правительстве. Он был назначен в президентскую комиссию по отраслевой конкурентоспособности президентом Рейганом, а также был приглашён губернатором Массачусетса Уильямом Уэлдом на пост председателя губернаторского совета по экономическому росту и технологиям. М. Портер консультировал правительства таких стран, как Индия, Новая Зеландия, Канада и Португалия, и в настоящее время является ведущим специалистом по развитию региональной стратегии для президентов стран Центральной Америки. В 1990-е годы консультировал правительство Южной Кореи.
В 2005 году Правительство России заказало М. Портеру провести исследование с целью анализа конкурентоспособности страны. По мнению экономиста, основная проблема России — однобокая сырьевая направленность и наличие массы вертикально интегрированных компаний. «Чтобы стать конкурентоспособными, ключевые корпорации не должны строиться на концепции национальной безопасности. Концепция национальных лидеров умерла вместе с General Motors — в неё никто не верит. Сердце экономики — небольшие мобильные компании».
Профессор Портер выступил в роли новатора в деле оживления экономики старой внутренней части городов Америки. М. Портер является основателем и председателем некоммерческой организации Инициатива конкурентоспособной внутренней части города (англ. Initiative for a Competitive Inner City) (США), которая занимается поиском путей ускорения развития и роста старой центральной части города, основанных на бизнесе, и предлагает новый подход к её экономическому развитию.

## Научные взгляды
Портер, как популяризатор понятия экономического кластера, показал, что конкурентоспособность компании, во многом, определяется конкурентоспособностью её экономического окружения, которая, в свою очередь, зависит от базовых условий (общего ресурса) и конкуренции внутри кластера.
Портер предложил первую известную типологию конкурентных стратегий (базовые стратегии конкуренции).
Портер разработал широко известную методику анализа конкурентоспособности для определения стратегии компании на основе исследования действий конкурентов и рынка в целом, а также описал стадии роста конкурентоспособности национальной экономики (от стадии «первичных факторов», таких как дешёвый труд, до стадии конкуренции на основе инноваций и последней стадии — конкуренции на основе богатства).
По мнению Майкла Портера, чем сильнее развита конкуренция на внутреннем рынке страны и выше требования покупателей, тем больше вероятность успеха компаний из этой страны на международных рынках (и наоборот, ослабление конкуренции на национальном рынке приводит, как правило, к утрате конкурентных преимуществ).
Майкл Портер определяет устойчивое конкурентное преимущество как сочетание видов деятельности, которые сложно скопировать.
Он разработал модель пяти рыночных сил, которые включают существующих конкурентов, новых конкурентов за определённый промежуток времени, конкурентов, которые торгуют товарами-субститутами или предлагают услуги-заменители, поставщиков и потребителей.
Фундаментальная книга Портера The Competitive Advantage of Nations издавалась на русском языке под названием «Международная конкуренция».

### Монографии
- Interbrand Choice, Strategy, and Bilateral Market Power (Harvard Economic Studies). — Cambridge, Mass.: Harvard University Press, 1976. — 254 p. — ISBN 0-674-45820-6.
- Competitive Strategy: Techniques for Analyzing Industries and Competitors. — New York: The Free Press, 1980 (2nd ed. — New York: Free Press, 1998. — 397 p. — ISBN 978-0-684-84148-9);

русск. пер.: Конкурентная стратегия: Методика анализа отраслей и конкурентов / пер. с англ. И. Минервина; — М. : «Альпина Паблишер», 2011. — 454 с. — ISBN 978-5-9614-1605-3.
- Competitive Advantage: Creating and Sustaining Superior Performance. — New York: The Free Press, 1985 (2nd ed. — New York: Free Press, 1998. — 592 p. — ISBN 978-0-684-84146-5);

русск. пер.: Конкурентное преимущество: Как достичь высокого результата и обеспечить его устойчивость / пер. с англ. Е. Калининой. — М.: «Альпина Паблишер», 2008 (2-е изд. — 2008). — 720 с. — ISBN 978-5-9614-0760-0.
- Competitive Advantage of Nations. — New York: Free Press, 1990 (2nd. ed. — New York: Free Press, 1998. — 896 p. — ISBN 978-0-684-84147-2);

русск. пер.: Международная конкуренция: Конкурентные преимущества стран. — М.: Международные отношения, 1993. — 896 с. — ISBN 5-7133-0413-2.
- On Competition. — Boston: Harvard Business School, 1998;

русск. пер.: Конкуренция. — М.; СПб.; Киев: Вильямс, 2-е изд. — 2006. — 608 с. — ISBN 5-8459-0794-2.
- Can Japan Compete? — Basic Books, 2000. — 208 p. — ISBN 0-465-05989-9;

русск. пер.: Портер М., Такеути Х., Сакакибара М. Японская экономическая модель. Может ли Япония конкурировать? — М.: «Альпина Паблишер», 2005. — 262 с. — ISBN 5-9614-0130-8.
- Porter M. E., Elizabeth Olmsted Teisberg E. O. Redefining Health Care: Creating Value-Based Competition on Results. — Boston: Harvard Business School Press, 2006. — 506 p. — ISBN 1-59139-778-2.

### Сборники
- Porter, M. E. (ed.) Competition in Global Industries. Boston: Harvard Business School Press, 1986.

### Избранные статьи
- Porter M. E. How Competitive Forces Shape Strategy // Harvard Business Review, March/April 1979.
- Porter M. E. From Competitive Advantage to Corporate Strategy // Harvard Business Review, May/June 1987, pp 43-59.
- Porter M. E. Towards a Dynamic Theory of Strategy // Strategic Management Journal, 1991, 12 (Winter Special Issue), pp. 95-117.
- Porter M. E. What is Strategy // Harvard Business Review, Nov/Dec 1996.
- McGahan A. M., Porter M. E. How Much Does Industry Matter, Really? // Strategic Management Journal, 1997, 18 (Summer Special Issue), pp. 15-30.
- Porter M. E. Strategy and the Internet // Harvard Business Review, March 2001, pp. 62-78.
- Porter M. E., Kramer M. R. Strategy and Society: The Link Between Competitive Advantage and Corporate Social Responsibility // Harvard Business Review, December 2006, pp. 78-92.